# Hippeastrum variegatum
Hippeastrum variegatum är en amaryllisväxtart som först beskrevs av Julio César Vargas Calderón, och fick sitt nu gällande namn av Roy Emile Gereau och Lois Brako. Hippeastrum variegatum ingår i släktet amaryllisar, och familjen amaryllisväxter. Inga underarter finns listade i Catalogue of Life.